# Барльт
Барльт (нім. Barlt) — громада в Німеччині, розташована в землі Шлезвіг-Гольштейн. Входить до складу району Дітмаршен. Складова частина об'єднання громад Міттельдітмаршен.
Площа — 22,88 км2. Населення становить 760 ос. (станом на 31 грудня 2020).